# Tania (nombre)
Tania es un nombre propio femenino de origen ruso, hipocorístico de Tatiana. Es bastante común en Europa y América del Norte. Su popularidad se debió en gran parte al poema de Aleksandr Pushkin «Eugenio Oneguin», cuyo protagonista se enamora de Tanya Larina. Chaikovski le dedicaría una ópera a este poema posteriormente.
Entre varios de sus significados, está el de bella princesa o hermosa noble, ya que es un nombre que proviene de la realeza.

## Variantes
- Alemán: Tanja (también en serbocroata, estonio, danés, finlandés, neerlandés, macedonio y ucraniano)
- Catalán: Tània
- Checo: Táňa
- Inglés: Tanya
- Rumano: Tania

## Santoral
- 12 de enero: Santa Tatiana

- Datos: Q16612206
- Multimedia: Tania (given name) / Q16612206